# Alba (Vorname)
Alba ist ein weiblicher Vorname.

## Herkunft
Der Ursprung des Namens ist komplex und das Ergebnis einer Verflechtung verschiedener onomastischer Traditionen. Die Wurzel ist das lateinische alba, weiblich von albus, was ‚weiß‘ oder ‚hell‘ bedeutet. Das Wort ist vermutlich etruskischen Ursprungs. Alba wurde bereits in der römischen Zeit als Vorname benutzt und ist teilweise im Mittelalter überliefert und im Italienischen unverändert geblieben.
Der Name bedeutet im Italienischen und Spanischen ‚Morgendämmerung‘ oder ‚Tagesanbruch‘.

## Verbreitung
Der Name ist insbesondere in Norditalien, Albanien, Spanien und Südamerika verbreitet.

## Varianten
- Italienisch: Albarosa, Albachiara
- Spanisch: Elba
- Albanisch: Albesa, Albana, Albina

## Bekannte Namensträger
- Alba Luz Arbeláez Álvarez (* 1965), kolumbianische Botanikerin
- Alba Arnova (1930–2018), italienische Ballerina und Filmschauspielerin
- Alba August (* 1993), schwedisch-dänische Schauspielerin
- Alba Baptista (* 1997), portugiesische Schauspielerin
- Alba Byron, später Allegra Byron, Tochter von Claire Clairmont und Lord Byron
- Alba Gaïa Bellugi (* 1995), französische Schauspielerin
- Alba de Céspedes (1911–1997), kubanisch-italienische Schriftstellerin und Journalistin
- Alba D’Urbano (* 1955), italienische Künstlerin
- Alba Flores (* 1986), spanische Schauspielerin
- Alba Maiolini (1916–2005), italienische Schauspielerin
- Alba Marbà (* 1990), spanische Reggae-Musikerin
- Alba Parietti (* 1961), italienische Sängerin und Schauspielerin
- Alba Planas (* 2000), spanische Schauspielerin
- Alba Quintanilla (* 1944), venezolanische Komponistin
- Alba Ribas (* 1988), spanische Schauspielerin
- Alba Rico (* 1989), spanische Schauspielerin, Tänzerin, Model und Sängerin
- Alba Rohrwacher (* 1979), italienische Schauspielerin
- Alba Torrens (* 1989), spanische Basketballspielerin
- Alba Ventura (* 1978), spanische klassische Pianistin und Musikpädagogin
- Alba Vergés i Bosch (* 1978), spanische Politikerin
- Alba Zaluar (1942–2019), brasilianische Anthropologin